# Hiệp hội bóng đá Paraguay
Hiệp hội bóng đá Paraguay (tiếng Tây Ban Nha: Asociación Paraguaya de Fútbol) là tổ chức quản lý, điều hành các hoạt động bóng đá ở nước Paraguay. Hiệp hội quản lý đội tuyển bóng đá quốc gia nam và nữ, tổ chức  giải vô địch bóng đá Paraguay. Hiệp hội bóng đá Paraguay gia nhập CONMEBOL năm 1921 và FIFA năm 1925.

## Chủ tịch
| - Adolfo Riquelme (1906 - 1907) - Eusebio Ayala (1908 - 1909) - William Paats (1909 - 1910) - Emilio Mantera (1910) - J. Quinto Godoi (1910 - 1911) - Alejandro Gatti (1911 - 1913) - Enrique L. Pinho (1913 - 1923) - Juan M. Alvarez (1923 - 1924) - Esteban Semidei (1924 - 1926) - Manuel Bedoya (1928 - 1931) - Juan Gorostiaga (1931 - 1932) - Ignacion L. Parra (1932) - Francisco Esculies (1935 - 1936) - Ramón Cartes (1936 - 1937) - Manuel Galiano (1937 - 1938) - Juan A. Lavigne (1939 - 1940) - Sampson Harrison (1940 - 1941) - Fernando Cazenave (1941 - 1942) - Julio C. Airaldi (1942 - 1944) - Crispin Insaurralde (1944 - 1945) - Fulgencio Moreno (1945 - 1946) |  | - Oscar Pinho (1946 - 1947) - Lorenzo N. Livieres (1947 - 1948) - Blas A. Dos Santos (1948 - 50-51) - R. Martino (1948 - 1950) - Lidio Quebedo (1950 - 1954-57) - Alfonso Capurro (1952 - 53-56) - Raimundo Paniagua (1955) - Pedro Recalde (1957) - Ernesto Gavilan (1958) - Hassel Sosa (1959) - Tulio Manuel Quiroz (1960) - Manuel Duarte Pallarés (1960) - Anastacio Mendoza (1963 - 1965) - Geronimo Angulo (1965 - 1967) - Raul Fernandez (1967 - 1968) - Juan A. Sosa G. (1969 - 1970) - Humberto D. Dibb (1973 -74-75-76) - Oscar Barchini (1977 - 1979) - Nicolás Léoz (1971 -72-79-84) - Jesús M. Pallarés (1985 - 1994) - Oscar J. Harrison (1994 - 2007) - Juan Angel Napout (2007 - nay) |